# HemisFair Arena
HemisFair Arena fue un pabellón localizado en San Antonio, Texas. Desde 1973 hasta 1993 fue el estadio de San Antonio Spurs de la NBA y de San Antonio Force de la Arena Football League durante la temporada de 1992.
Houston Rockets también disputó algunos partidos en este pabellón en la temporada 1972-73. El estadio fue construido en 1968 como parte de la Exposición Universal, llamado originalmente HemisFair.
En el pabellón inicialmente cabían 10 146 espectadores. En 1995, después de que los Spurs se mudaran al Alamodome, el pabellón fue derruido.
- Datos: Q1145169
- Multimedia: San Antonio Convention Center Arena / Q1145169